# Brachyrhaphis hartwegi
Brachyrhaphis hartwegi är en fiskart som beskrevs av Rosen och Bailey, 1963. Brachyrhaphis hartwegi ingår i släktet Brachyrhaphis och familjen Poeciliidae. Inga underarter finns listade.